# Bas van Sluis
Bas van Sluis (1982) is een Nederlandse journalist die werkt bij Dagblad van het Noorden en schrijft over zaken uit Drenthe en Groningen. Zijn bijdragen variëren van achtergronden bij het nieuws tot undercoverreportages, nieuwsartikelen en langere verhalen. Van Sluis ontving meerdere malen een journalistieke onderscheiding.
Na het Ubbo Emmius in Stadskanaal studeerde Van Sluis in 2005 af aan de Hogeschool Windesheim in de richting (geschreven) Journalistiek.
Na zijn stage bij het Noordhollands Dagblad (editie Helderse Courant) werkte hij nog een paar maanden bij die krant. Daarna ging hij als parlementair verslaggever voor het Algemeen Dagblad (later AD) aan de slag en nadien voor vakkrant Cobouw.
Sinds 10 maart 2008 werkt hij bij Dagblad van het Noorden. In 2011 werd Van Sluis onderzoeksverslaggever voor Dagblad van het Noorden/Leeuwarder Courant van de NDC mediagroep, later werd dat Mediahuis Noord.
Vanaf 2021 werkt hij als verslaggever bij de nieuwsdienst met aandachtsgebieden gaswinning en aardbevingen in Drenthe en Groningen. Met zijn collega Lyanne Levy volgde Van Sluis in 2022 en 2023 de parlementaire enquête naar de gaswinning in Groningen.
Bas van Sluis is daarnaast als commissielid/adviseur verbonden aan het Fonds Bijzondere Journalistieke Projecten. Ook schuift hij sinds september 2023 regelmatig aan bij het radioprogramma Spraakmakers op NPO Radio 1.

## Erkenning
In 2009 werd hij gevraagd om een hoofdstuk te schrijven voor het 50-jarig jubileumboek van het Nederlandse Genootschap van Hoofdredacteuren. Tussen 2011 en 2014 werd Van Sluis zesmaal genomineerd voor de Groninger Persprijs. In 2011 ontving hij die prijs ook daadwerkelijk in de categorie Talent.
In 2012 werd Van Sluis samen met Mick van Wely genomineerd voor De Tegel (categorie nieuws) voor hun verhalenreeks over misstanden in de jacht. Een jaar later leverde de reconstructie over Project X Haren, de rellen in Haren op 21 september 2012, Van Sluis en zijn collega's de journalistieke onderscheiding De Tegel (categorie onderzoek) en een NL-Award op.
Voor de verslaggeving over de parlementaire enquête onder de titel 'Verhoor Rutte is een totale deceptie' ontving Van Sluis op 24 april 2023 opnieuw De Tegel, dit keer samen met Lyanne Levy in de categorie Verslaggeving. 
Van Sluis was ook in de categorie Regionaal/Lokaal genomineerd met Wubby Luyendijk van NRC voor een gezamenlijk onderzoeksverhaal van Dagblad van het Noorden en NRC over de gaswinning in Groningen onder de titel 'Anatomie van een gasdrama'.
Voor een gezamenlijke productie over de gaswinning waaraan Van Sluis en Levy samen met NRC-verslaggevers (Wubby Luyendijk, Mark Middel, Claudia Kammer en Derk Stokmans) werkten, ontvingen zij De Loep.

## Prijzen
- De Loep (2022)
- De Tegel (2022)
- De Tegel (2013)
- NL Award (2013)
- Nominatie De Tegel (2012)
- Groninger Persprijs (2011)

## Podcast de Kofferbakmoord
Samen met collega Renate Winkel maakte Bas van Sluis begin 2019 "De Kofferbakmoord", een podcast over de onopgeloste moord op de 31-jarige Ralf Meinema uit Klazienaveen. Deze audio-zoektocht werd in datzelfde jaar genomineerd voor de Dutch Podcast Award (categorie Verhalend). Tot dusver zijn er vijf afleveringen gepubliceerd. De podcast 'De Kofferbakmoord' kwam in 2024 op de VPRO-longlist te staan van beste podcast.
Met Arnoud Bodde maakten Levy en Van Sluis de DvhN-podcast "Naschokken" over de openbare verhoren van de parlementaire enquête gaswinning Groningen en de debatten in de Tweede Kamer over het rapport "Groningers boven gas". Afleveringen eindigden standaard met het lied 'Het Hoogelaand' van de Groningse zanger en dichter Ede Staal.